# Записки П. В. Нащокина, им диктованные в Москве 1830
«Записки П. В. Нащокина, им диктованные в Москве 1830» — неоконченное произведение Александра Сергеевича Пушкина, литературная обработка записи рассказов его друга Павла Воиновича Нащокина (1801—1854). Опубликованы в 1841 году в посмертном издании собрания сочинений Пушкина. В 1836 году, по настоянию Пушкина Нащокин приступил к личной записи своих воспоминаний. После этого он передал их Пушкину для редактирования. Этот вариант также остался незаконченным.

## История создания и публикации
Нащокин был знаком с Пушкиным с 1818 года, но особенно они подружились после возвращения Пушкина из ссылки в Михайловском в 1826-м. В свои приезды в Москву Пушкин обычно останавливался у Нащокина. Известно, какой большой интерес находил Пушкин в беседах с Нащокиным. В письме к жене из Москвы от 27 сентября 1832 года поэт писал: «<…> хлопочу по делам, слушаю Нащокина и читаю Mémoires de Diderot». Пушкин хотел сделать своего приятеля героем романа «Русский Пелам», где по словам Арнольда Гессена намеревался «показать богатого и одарённого молодого человека, который сумел пронести через всю свою разгульную и бесшабашную жизнь ясный ум и чистую, исполненную благородства душу».

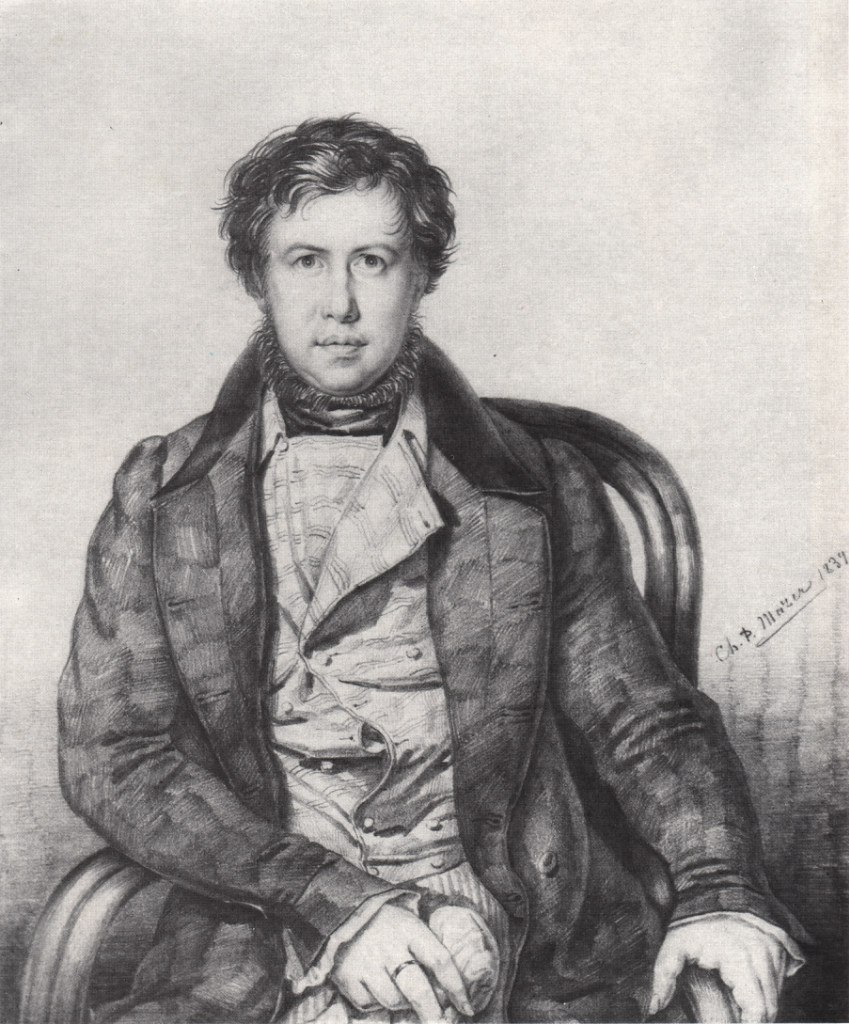
Павел Нащокин. Портрет работы Карла Мазера, 1839

Известно, что Пушкин часто уговаривал своих знакомых, интересных ему людей писать воспоминания (например, он просил сделать это А. О. Смирнову, И. И. Дмитриева, Н. А. Дурову, М. С. Щепкина. «Слушание» Нащокина для Пушкина стоит в одном ряду с литературными делами и интересами его к истории. Увлекательные рассказы друга вызывают пристальное внимание поэта. Пушкин настойчиво побуждает Нащокина писать воспоминания: «Что твои мемории? Надеюсь, что ты их не бросишь. Пиши их в виде писем ко мне. Это будет и мне приятнее, да и тебе легче. Незаметным образом вырастет том, а там поглядишь: и другой». «Склонить къ этому Нащокина, при его неспособности и неохотѣ къ писанію, было нелегко; и вотъ, живя въ Москв въ лѣто и осень 1830 г. Пушкинъ заставилъ его диктовать себѣ начало этихъ записокъ». Для почина Пушкин сам записал под диктовку друга начало его воспоминаний, озаглавив их так: «Записки П. В. Н.<ащокина>, им диктованные в Москве, 1830». Они состояли из нескольких листов, которые сохранились в так называемой «Плетнёвско-Гротовской» тетради Пушкина. «Записки» были опубликованы в 1841 году уже после гибели поэта под названием «Старинные русские странности. Отрывки биографии***» (том 9 посмертного издания собрания сочинений Пушкина) и содержали воспоминания о детских годах Нащокина.
В мае 1836 года, когда Пушкин гостил в Москве у Нащокиных, тот начал сам писать свои записки и передал Пушкину их для обработки. Оригинал записок (записанный частично рукой самого Нащокина, частично — рукой его жены) остался у Нащокина, а копия была отправлена Пушкину, уже после отбытия его из Москвы, в ответ на его просьбу: «<…> я забыл взять с собою твои Записки; перешли их, сделай милость, поскорее». Оставшийся в Москве оригинал записок Нащокина был впервые опубликован Натаном Яковлевичем Эйдельманом лишь в 1975 году. По его мнению, в версии 1830 года (так называемая первая редакция) чувствуется рука Пушкина, она насыщена характерными чертами прозы классика.
В «Записках» Нащокина содержатся любопытные подробности старинного быта русского барства. «Отроду не читывал я ничего забавнее», — так отозвался о них поэт в «Замечаниях о бунте». Записки остались незаконченными, Нащокин успел описать только своё детство. Вероятно Пушкин собирался опубликовать их в журнале «Современник», но отказался от этой идеи или не успел её воплотить. В записках содержится яркий портрет отца Нащокина — генерала Воина Васильевича, многие черты которого были использованы Пушкиным для описания помещика Троекурова в романе «Дубровский». Именно Нащокин рассказал писателю историю помещика Островского, которая легла в основу сюжета книги. Вариант 1830 года отличается большей сжатостью. «В объёме меньше печатного полулиста (около 16 600) Пушкин записал почти все эпизоды, которые в публикуемой рукописи Нащокина занимают около 38 600 знаков и сверх того ещё несколько историй. Можно сказать, что Пушкин отобрал примерно треть того, что рассказал, а позже написал Павел Воинович», — отмечал Эйдельман.